# Michael Schnabrich

Michael Schnabrich

Michael Schnabrich (* 6. August 1880 in Stadtsteinach; † 9. Oktober 1939 im KZ Sachsenhausen) war ein deutscher Politiker (SPD) und Reichstagsabgeordneter in der Weimarer Republik. Er starb während der nationalsozialistischen Gewaltherrschaft im Konzentrationslager von Sachsenhausen.

## Leben
Schnabrich wuchs in ärmlichen Verhältnissen in der oberfränkischen Gemeinde Stadtsteinach auf, sein Vater war Waldarbeiter und Tagelöhner. Nach seiner Schulzeit (1886–1894) absolvierte er von 1894 bis 1897 in Kulmbach eine Lehre als Schuhmacher. Seine Wanderjahre verbrachte Schnabrich ab 1897 in der Schweiz, Frankreich, Belgien und Deutschland. 1899 trat er in Weißenfels in die SPD und in den Zentralverband der Schuhmacher ein. Bereits ein Jahr später bekleidete er den Vorsitz des sozialdemokratischen Ortsverbandes. In Weißenfels heiratete er auch seine Frau Emma, geborene Dabelow. Das Ehepaar hatte zwei Söhne und eine Tochter.
Bis 1906 arbeitete Schnabrich als Schuhmacher, unterbrochen vom zweijährigen Wehrdienst von 1902 bis 1904. 1906 wurde er hauptamtlicher Sekretär der Schuhmachergewerkschaft in Wermelskirchen. 1909 wechselte er als Mitarbeiter des Schuhmacherverbandes nach Frankfurt am Main. 1911 bot ihm der SPD-Ortsverein Hersfeld die Kandidatur für den Reichstagswahlkreis Hersfeld-Hünfeld-Rotenburg an. Er erzielte einen angesichts der ländlichen Struktur des Wahlkreises beachtlichen Erfolg, der Inhaber des Mandats, der Antisemit Ludwig Werner, konnte den Wahlkreis erst im zweiten Wahldurchgang verteidigen. Schnabrich blieb nach der Wahlniederlage in der Parteiarbeit, von 1913 bis 1919 war er Parteisekretär in Hanau. Unterbrochen wurde dies von seinem Kriegsdienst im Ersten Weltkrieg, aus dem er zwar mit dem Eisernen Kreuz zweiter Klasse, aber auch mit einer Gasverletzung als Kriegsbeschädigter zurückkehrte.
1919 kam Schnabrich, jetzt als Sekretär des ADGB nach Hersfeld zurück. Bald engagierte er sich auch kommunalpolitisch, von 1921 bis 1924 und von 1925 bis 1926 war er Stadtverordneter, anschließend Kreistagsabgeordneter im Landkreis Hersfeld. Von 1919 bis 1926 vertrat er die SPD im Kommunallandtag Kassel und Provinziallandtag der Provinz Hessen-Nassau. Bei der Reichstagswahl im Mai 1924 erzielte er ein Mandat im Wahlkreis 19, Hessen-Nassau. Mitglied des Reichstags blieb er bis 1933. Im April 1932 trat Schnabrich als einer der wenigen Sozialdemokraten in der Reichstagsfraktion für Überlegungen ein, die NSDAP angesichts deren Stärke in Koalitionen einzubeziehen, innerhalb derer die Partei ihre Unfähigkeit demonstrieren würde. Der Grund dafür lag darin, dass die SPD in Preußen erheblich an Zustimmung verloren hatte.
Aufsehen erregte Schnabrich in Hersfeld, als er 1919 zusammen mit dem Fabrikanten Fritz Rechberg einen Bauverein zur Selbsthilfe angesichts der nach dem Krieg grassierenden Wohnungsnot aus der Taufe hob. Eine derartige Zusammenarbeit zwischen „Kapital“ und „Arbeit“ war zur damaligen Zeit – die Sozialistengesetze des Kaiserreichs lagen erst wenige Jahre zurück – ungewöhnlich und brachte Schnabrich viel Kritik ein.
Nach der Machtübernahme Hitlers 1933 zog sich Schnabrich ins Privatleben zurück. Er zog zu seiner Tochter nach Kassel, nachdem er im Frühjahr 1933 in Kassel sechs Wochen in „Schutzhaft“ genommen worden war. Um seinen Lebensunterhalt zu sichern, kaufte er mit dem Erlös seines Hersfelder Hauses in Kassel ein Kino, das er zusammen mit seiner Familie betrieb.

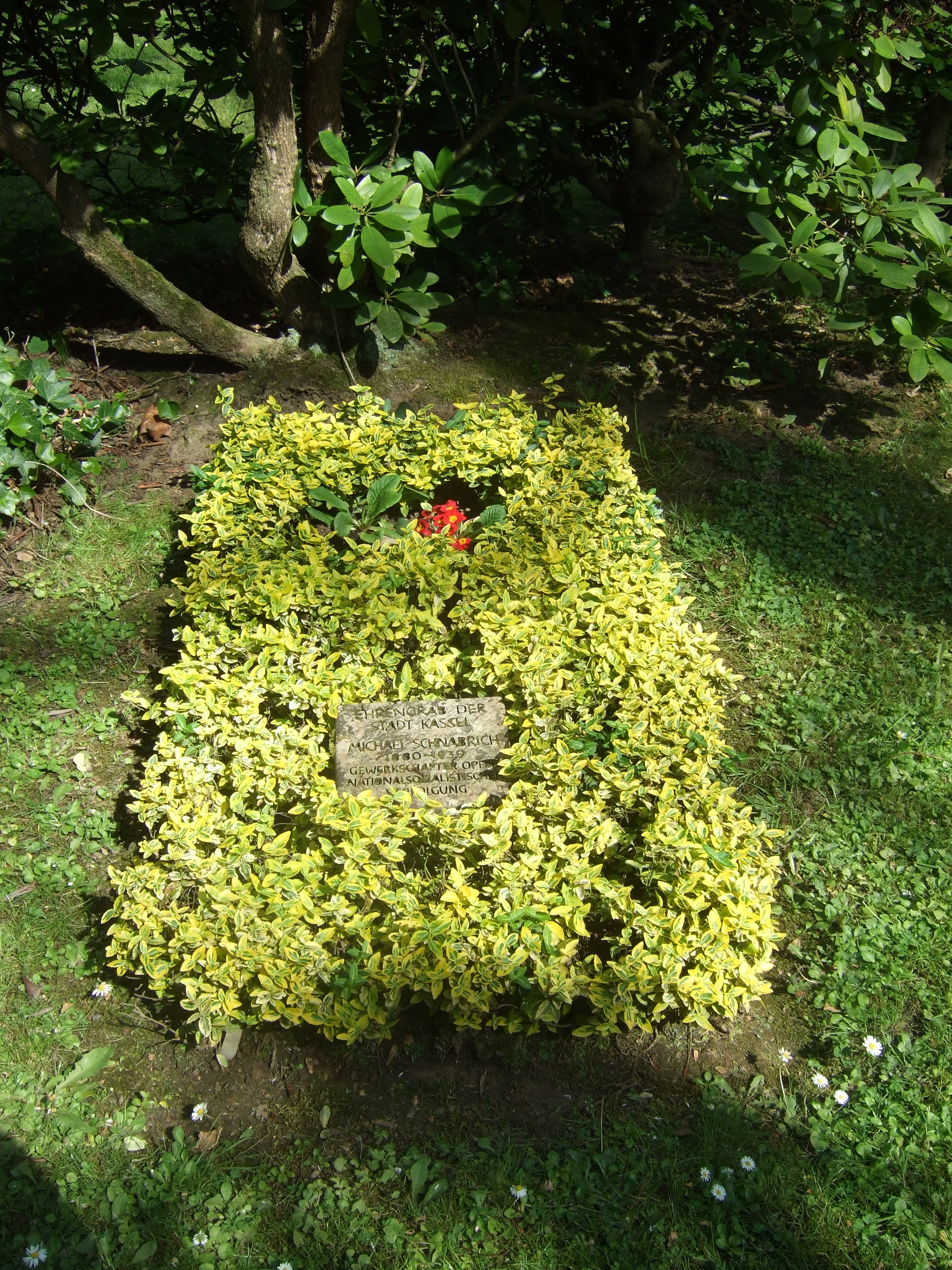
Grab von Michael Schnabrich auf dem Kasseler Hauptfriedhof

Mit Beginn des Zweiten Weltkriegs wurde Schnabrich am 1. September 1939 im Zuge der Kriegs-Sonderaktion erneut verhaftet und Mitte September ins Konzentrationslager Sachsenhausen eingeliefert. Dort wurde er, bereits seit Jahren herzkrank, von dem Aufseher Wilhelm Schubert durch Stiefeltritte in den Unterleib so misshandelt, dass er an den Folgen am 9. Oktober 1939 verstarb. Zuvor war ihm eine medizinische Behandlung im Konzentrationslager verweigert worden. Schubert wurde 1959 vom Bonner Landgericht zu lebenslanger Haft verurteilt.

## Gedenken

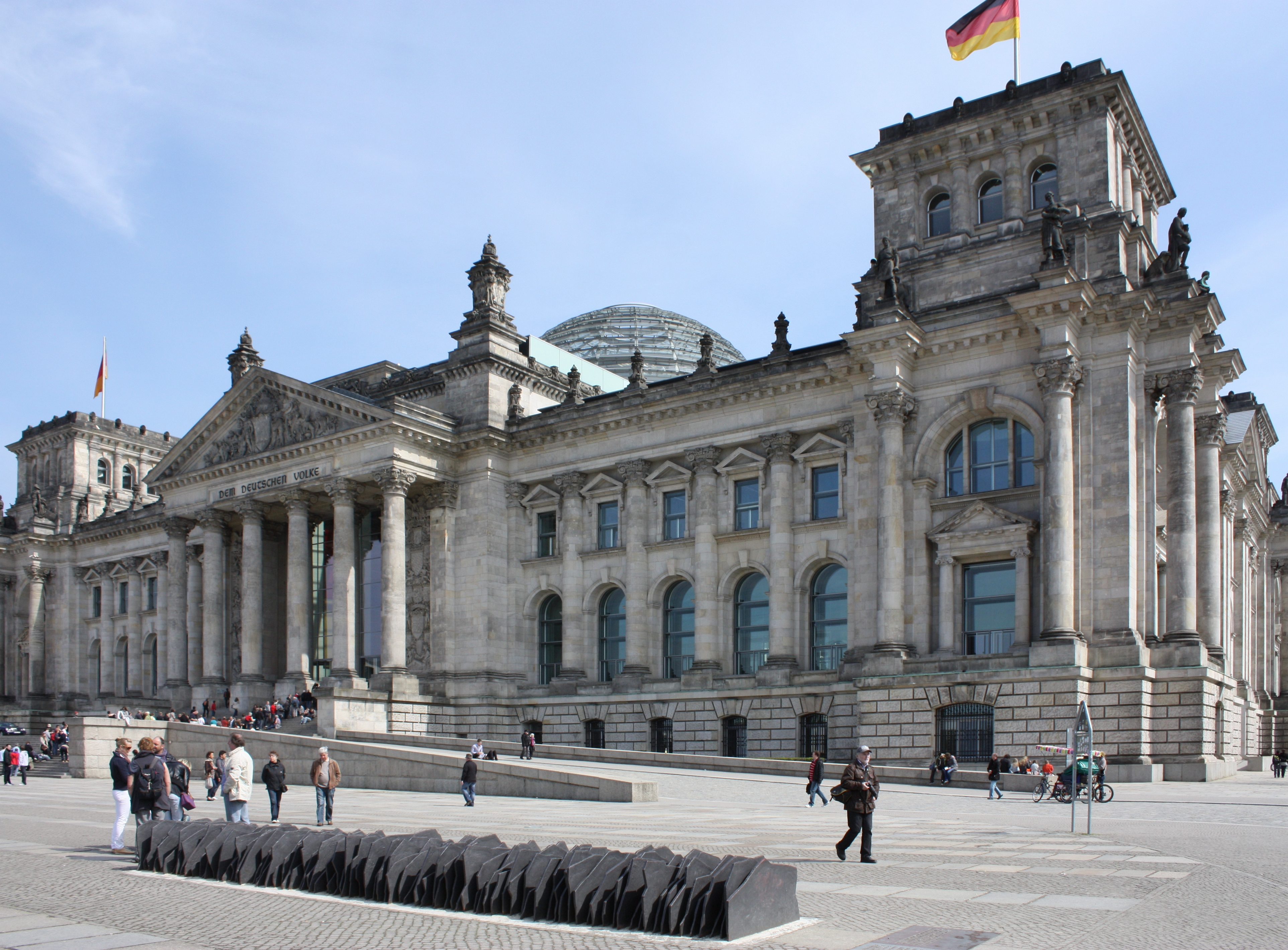
Gedenktafeln am Reichstag

Nach Schnabrich sind heute Straßen in Bad Hersfeld und Kassel sowie das Haus der Geschäftsstelle der SPD des Landkreises Hersfeld-Rotenburg benannt. Seit 1992 erinnert in Berlin in der Nähe des Reichstags eine der 96 Gedenktafeln für von den Nationalsozialisten ermordete Reichstagsabgeordnete an Schnabrich.
Für ihn und Alfred Andreas Heiß ist seit 2016 in Stadtsteinach ein Gedenkweg ausgewiesen. Zwei Tafeln beschreiben den Lebens- und Leidensweg der beiden Männer.